# Вінніпег (озеро)

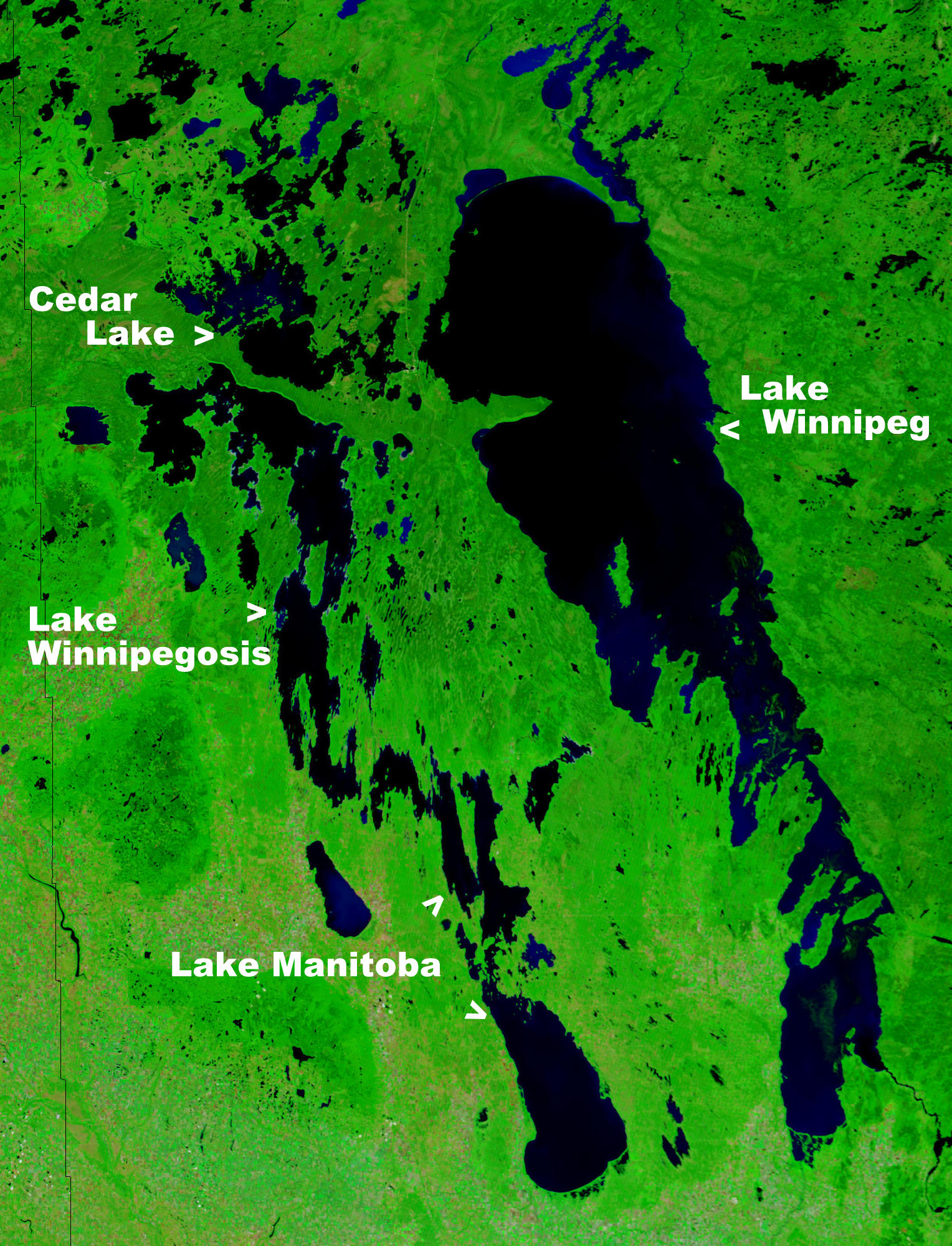
Космічний знімок NASA: озера Сідар, Вінніпегосіс, Манітоба та Вінніпег (праворуч)

Озеро Вінніпег (англ. Lake Winnipeg) — велике озеро на півдні центральної Канади в провінції Манітоба, приблизно за 55 км на північ від міста Вінніпег. Це найбільше озеро в межах південної Канади. На території водозбору озера живе понад семи мільйонів осіб.
Озеро Вінніпег — п'яте за площею прісноводне озеро в Канаді, але воно відносно мілке (середня глибина складає всього 12 м, за винятком вузького, 60 метрів глибиною, каналу, що з'єднує північну та південну частини озера). Озеро Вінніпег — 12-те за площею прісноводне озеро у світі.
На східній стороні озера ростуть незаймані тайгові ліси й тече безліч річок, цей район незабаром може бути занесений до списку Світової спадщини ЮНЕСКО. Озеро має витягнуту форму, довжина з півдня на північ — 416 км, на озері протяжні піщані береги, великі вапнякові скелі та багато печер із кажанами в деяких районах. На озері декілька сотень островів, більшість із них необжиті й дикі.

## Гідрографія
Площа поверхні озера Вінніпега становить близько 24 514 км², що становить близько 3,8 % площі провінції Манітоба. Водозбір озера займає близько 982 900 км² і охоплює більшу частину канадських провінцій Альберта, Саскачеван, Манітоба, північний захід провінції Онтаріо, а також американські штати Міннесота і Північна Дакота. Водозбір озера приблизно в 40 разів більше, ніж його поверхня, що більше, ніж у будь-якого іншого великого озера у світі.
Кілька великих річок впадають в озеро Вінніпег, в тому числі Вінніпег, Північний Ред і Саскачеван. Ці три річки забезпечують більш ніж на 60 % від загального річкового стоку в озеро. Інші значні річки: Поплар, Беренс, Блек-Рівер, Бладвейн і Мукутава.
Стік з озера Вінніпег по річці Нельсон на північ, середнє значення річного стоку становить 2 066 кубічних метрів в секунду. Водозбір озера є складовою частиною водозбору Гудзонової затоки, який є одним із найбільших у світі. Після заснування у 1670 році Компанії Гудзонової затоки цей район був відомий як Земля Руперта.

## Історія
Вважається, що першим європейцем, який відвідав береги озера, був торговець хутром Генрі Кеслі в 1690 році. Він зберіг для озера місцеву індіанську назву: «wīnipēk», що означає «каламутні води». Перший форт на Вінніпезі був побудований в 1730-х. Пізніше Колонія на Ред-Рівер на південь від форту була названа іменем озера і стала називатися Вінніпег, це столиця провінції Манітоба.

## Народногосподарське використання
Каскад електростанцій (Nelson River Hydroelectric Project) на річці Нельсон, що витікає з озера, виробляє електроенергію для потреб провінції і на експорт. Гребля самої верхньої електростанції каскаду — Дженпегської (Jenpeg), побудованої за проєктом радянського інституту «Гідропроєкт» та оснащеної турбінами радянського виробництва — дає змогу регулювати рівень води в озері, фактично перетворивши його на водосховище, на кшталт того, що Іркутська ГЕС зробила з озером Байкал.
Любительське рибальство, спеціалізація — судак, північна щука і озерний осетер, але ловиться також малоротий і жовтий окунь.
Влітку південне узбережжя озера є головною зоною відпочинку жителів міста Вінніпег.

## Населені пункти
Понад 23 000 постійних жителів проживає у 30 населених пунктах уздовж берега озера Вінніпег (Гранд-Біч, Лестер-Біч, Рівертон, Гімлі, Вінніпег-Біч, Вікторія-Біч, Хіллсайд-Біч, Пайн-Фолз, Маніготаган, Беренс-Рівер, Блудвейн, Санді-Хук, Альберт-Біч, Гекла-Віллідж, Гранд-Рапідс та інші), у тому числі 11 індіанських громад.

## Охорона природи
На узбережжі озера створено два заказники і провінційний парк. На східному березі озера — заказник Поплар/Нановін Ріверс. У центральній частині озера — заказник Фішер-Бей, розташований по берегах однойменної затоки та на островах. У південній частині озера — провінційний парк Гекла-Гріндстон площею 862 км².

## Галерея

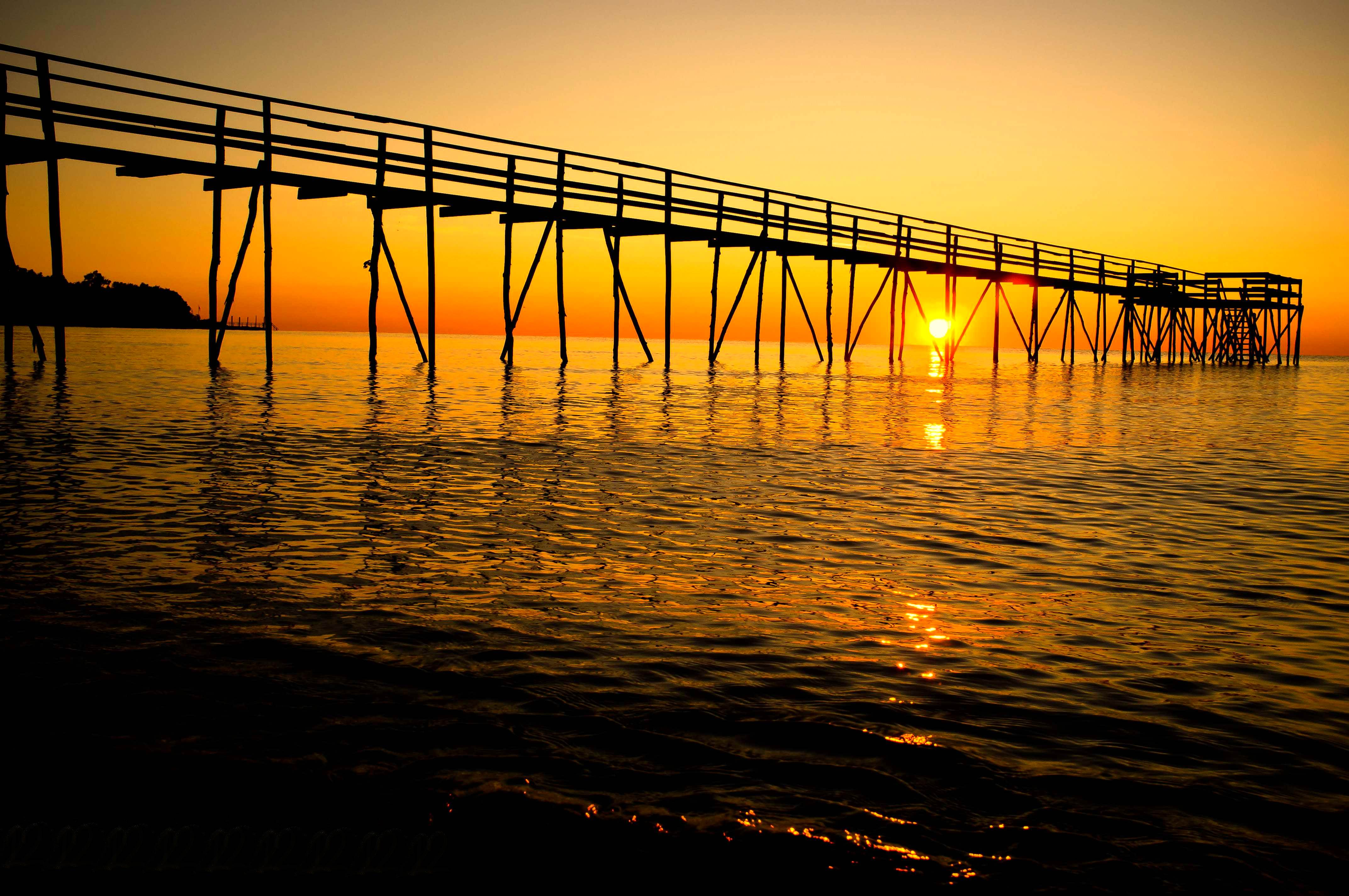
Схід сонця на озері Вінніпег
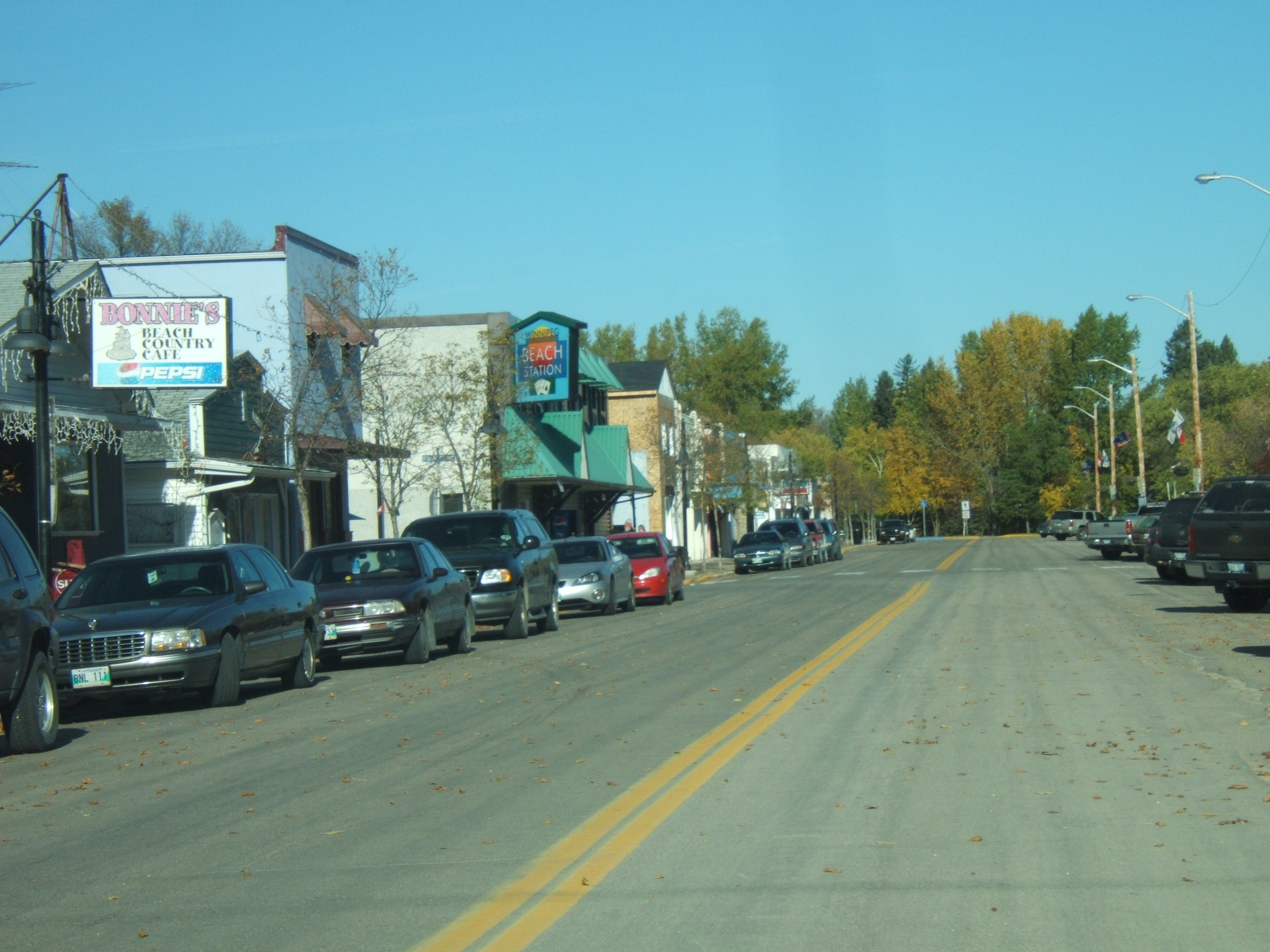
Місто Вінніпег-Біч у жовтні
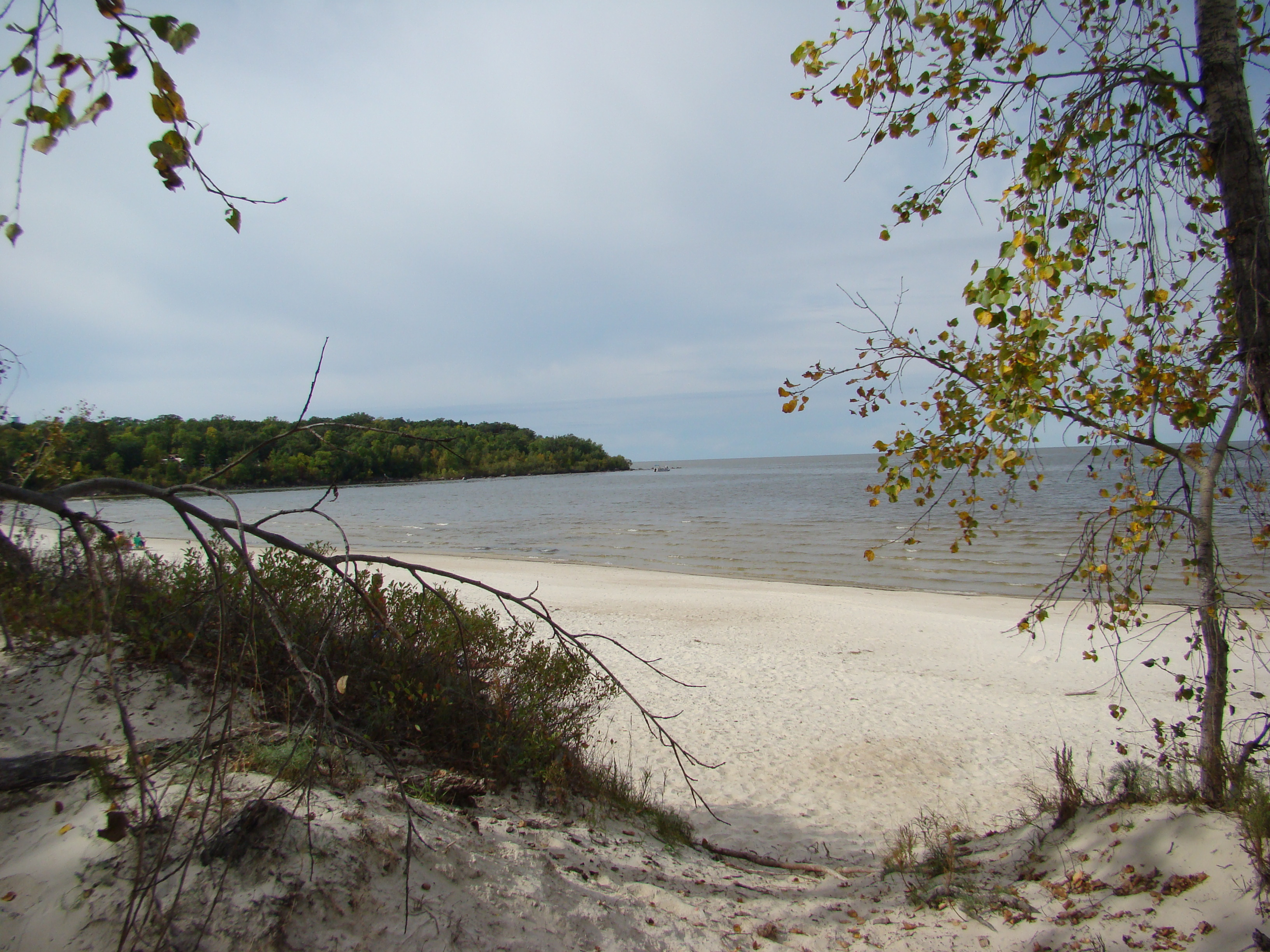
Гранд-Біч
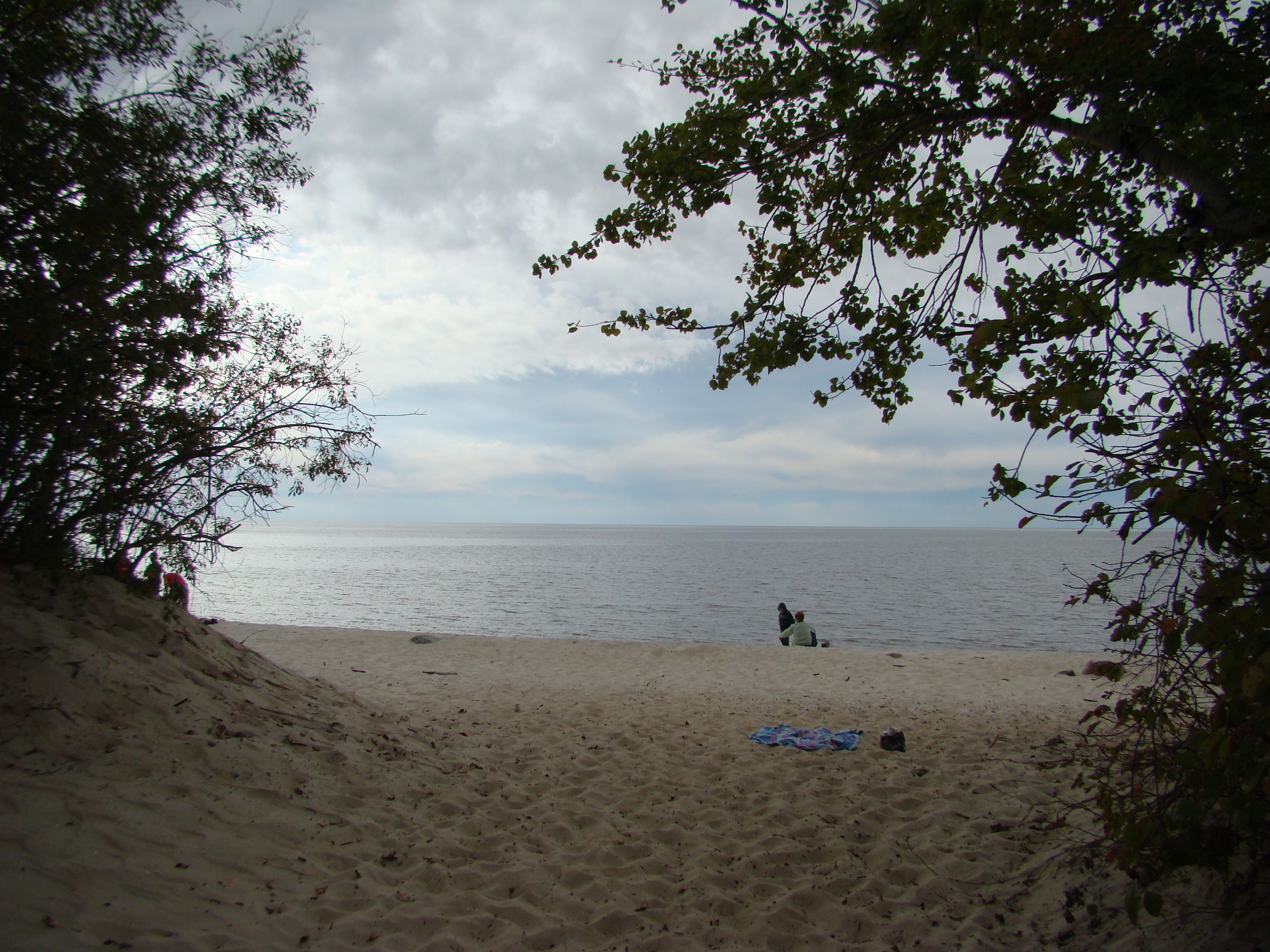
Вікторія-Біч
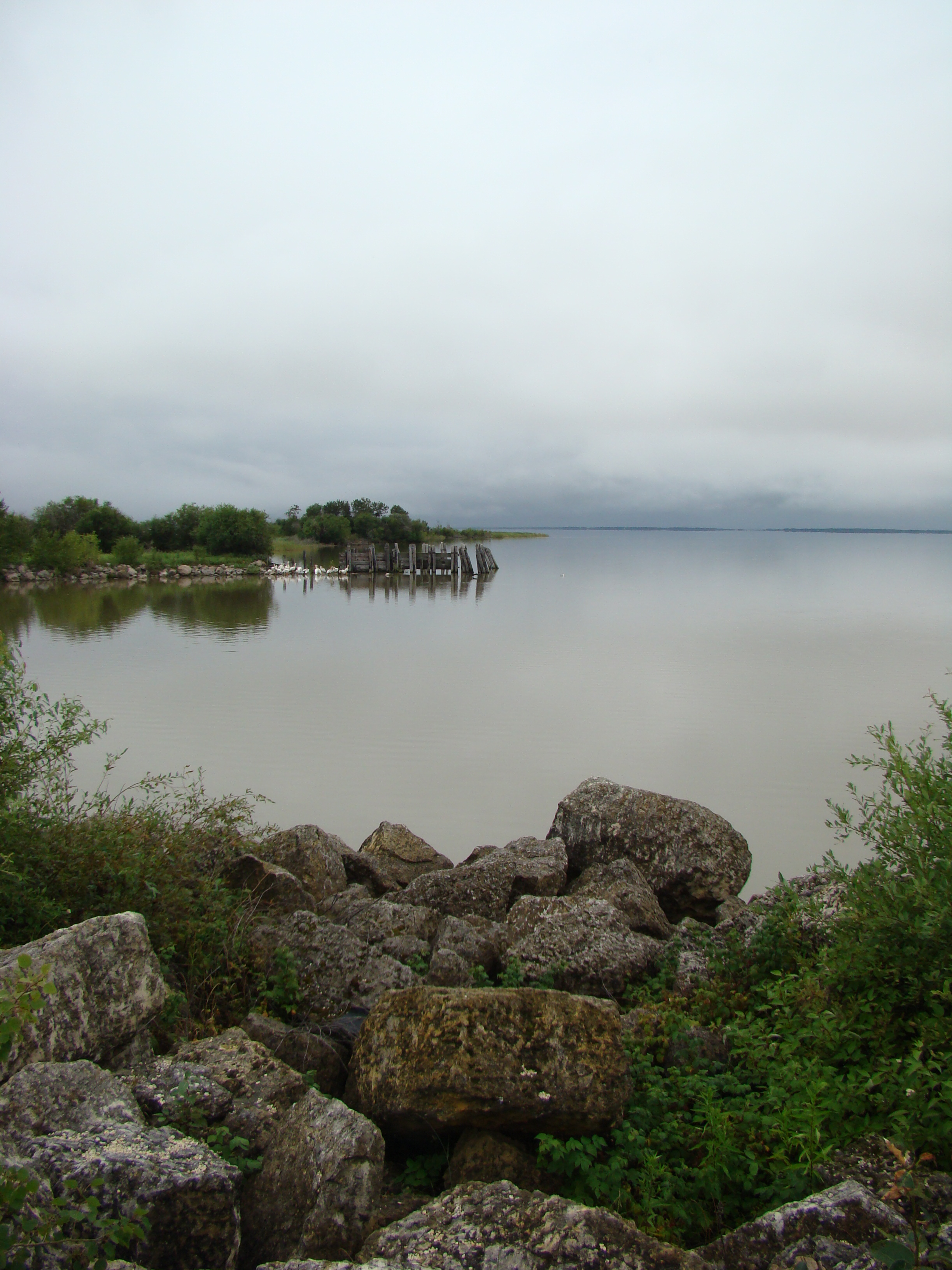
Острів Гекла
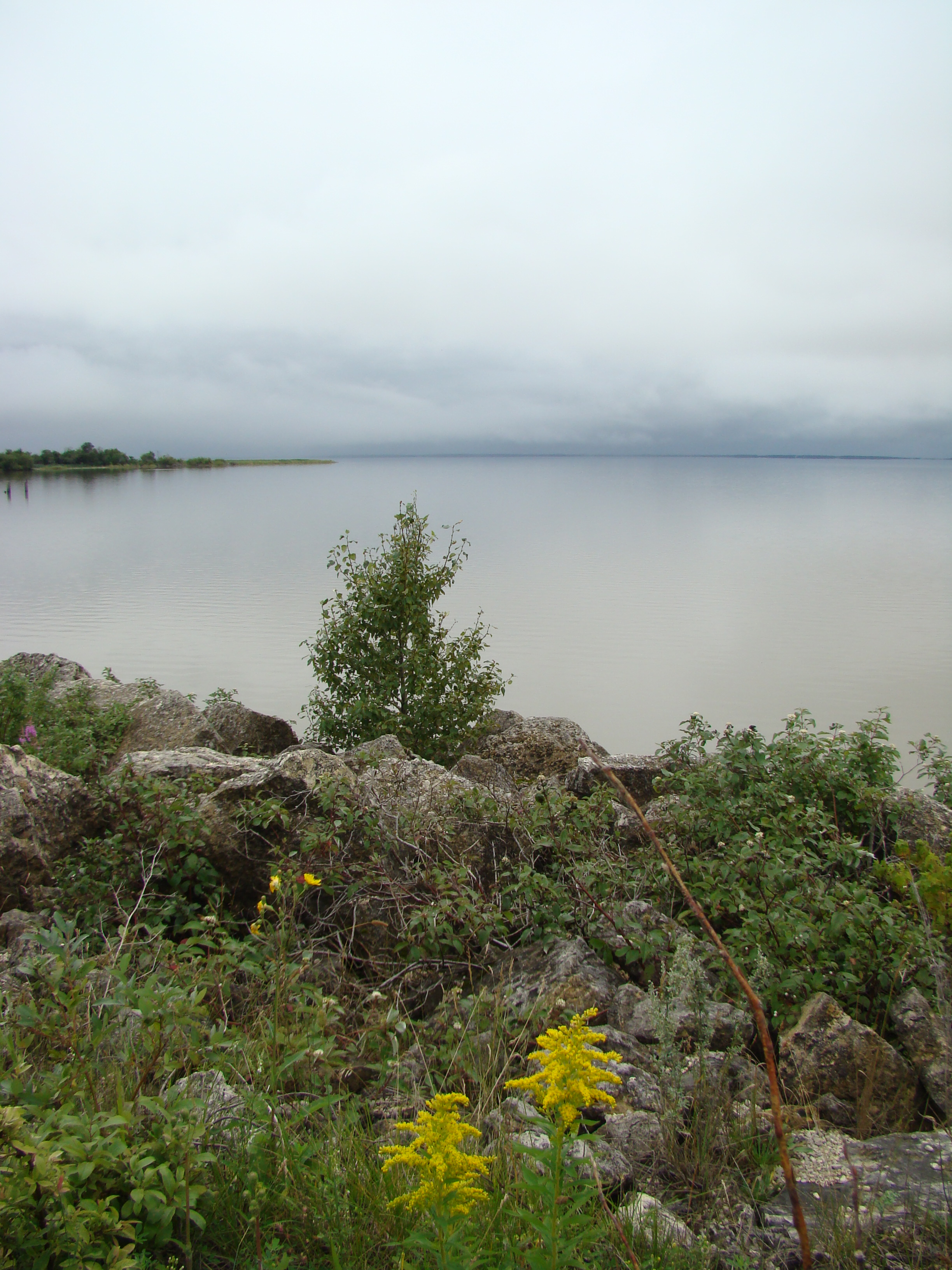
Провінційний парк Гекла-Гріндстон
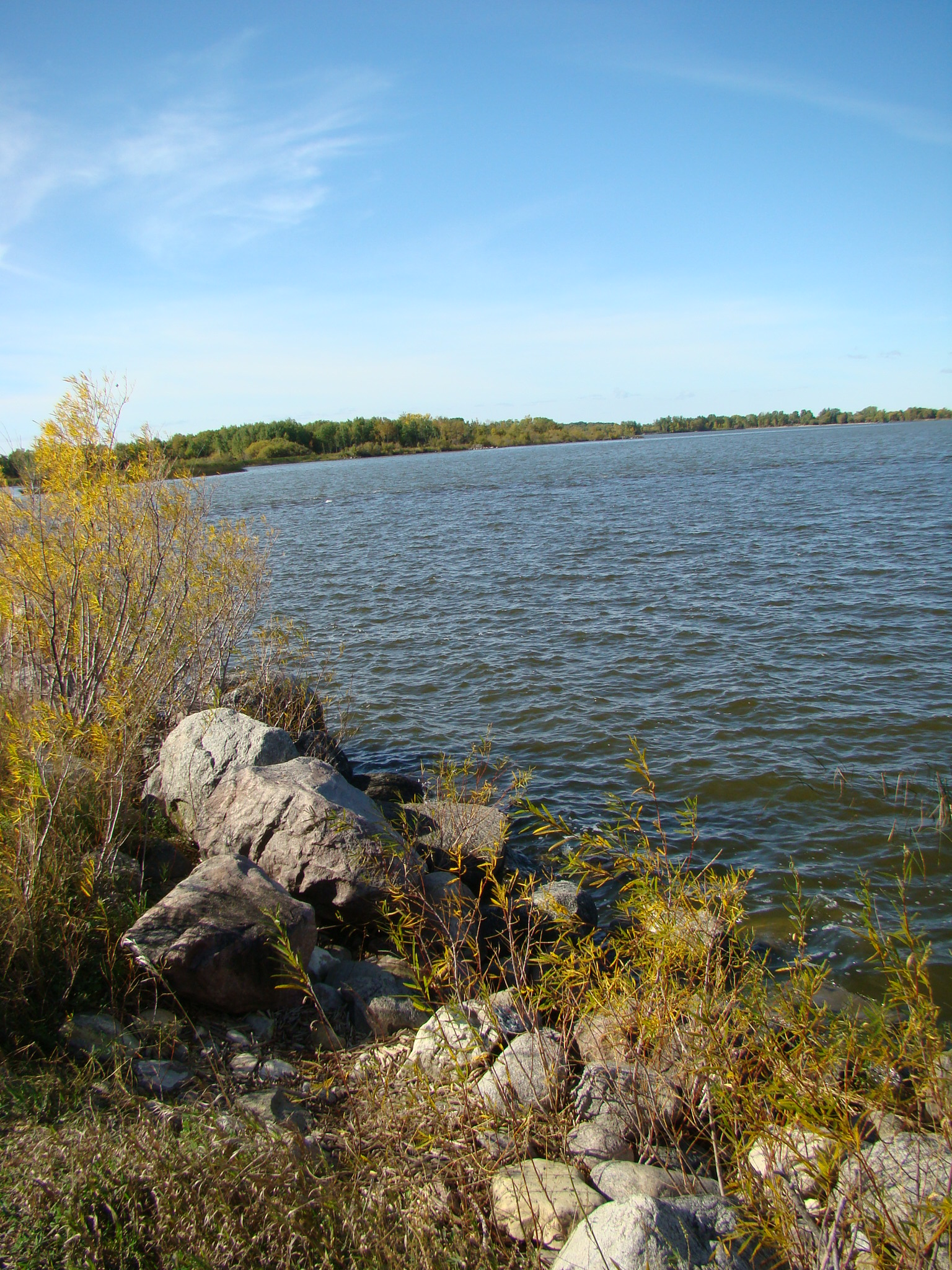
Провінційний парк Гранд-Біч
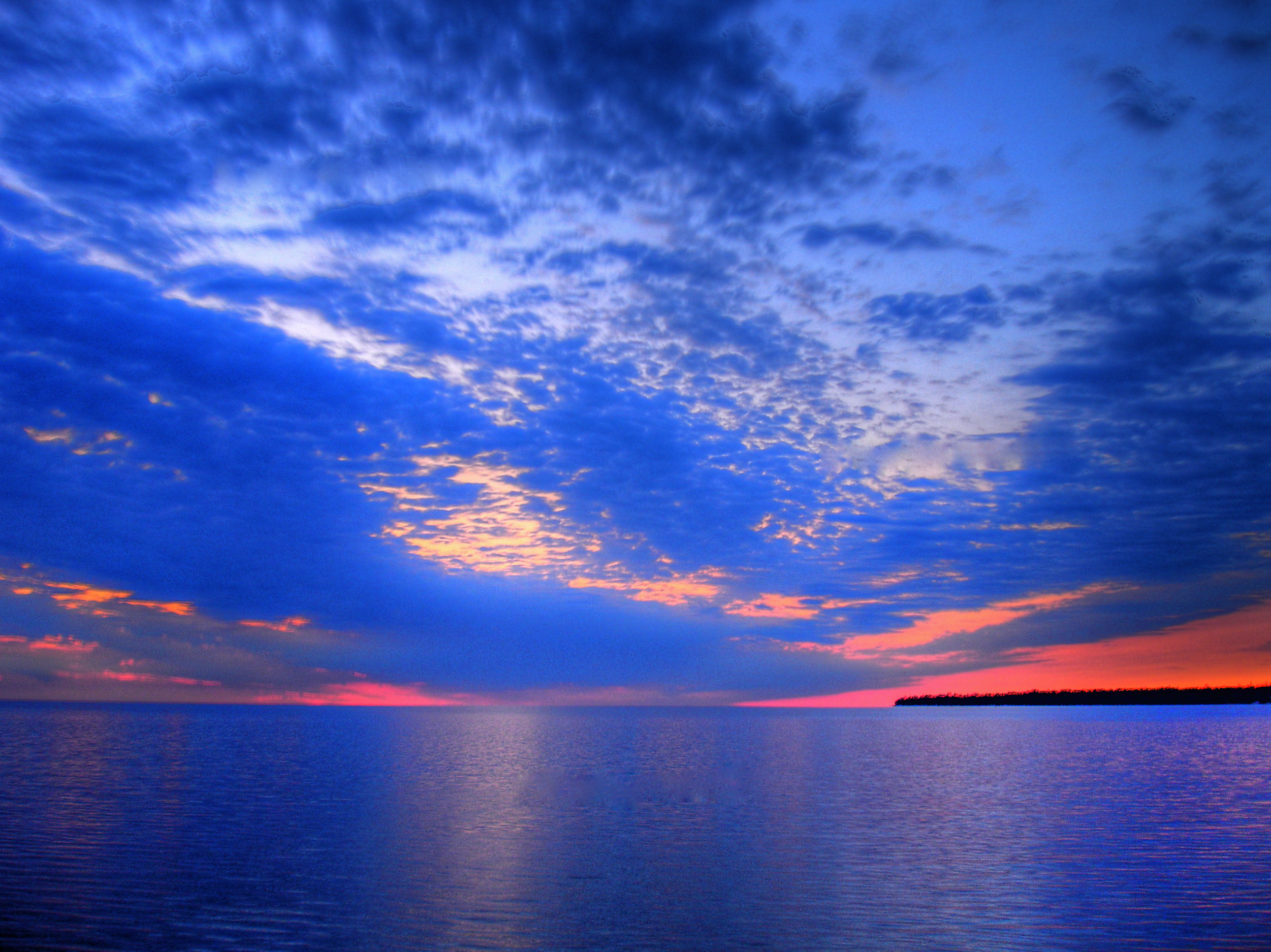
Захід сонця на озері Вінніпег

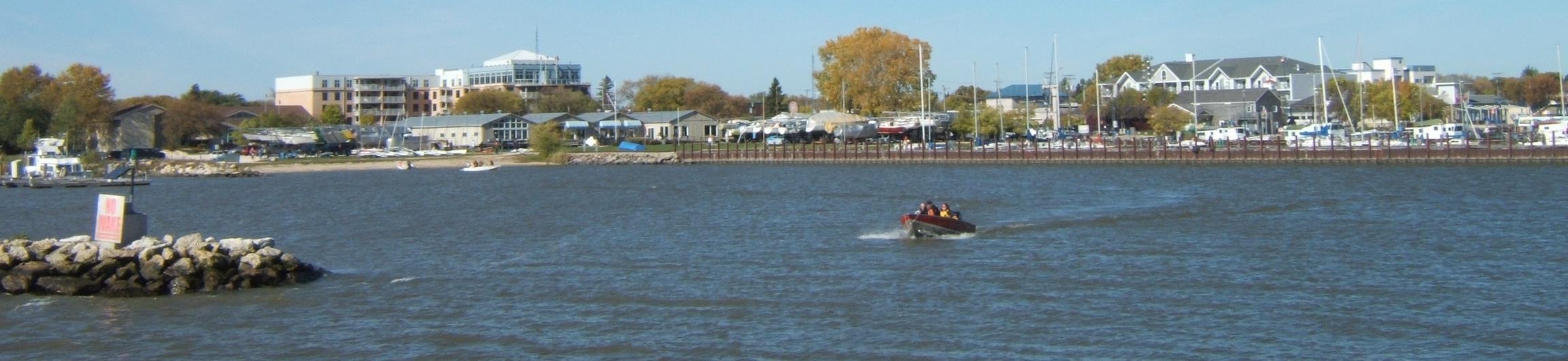
Гімлі